# Aristaria bocantis
Aristaria bocantis är en fjärilsart som beskrevs av William Schaus 1906. Aristaria bocantis ingår i släktet Aristaria och familjen nattflyn. Inga underarter finns listade i Catalogue of Life.